# فيليب الكرملي
الأب فيليب الكرملي(بالفرنسية: Philippe de la Très Saint Trinité})‏ و(بالإنجليزية: Philip of the Blessed Trinity)‏ (1671-1603م) وكان إسمه العلماني اسبرت جوليان Esprite Julien . راهب كرملي، ومبشر، وعالم لاهوت، ورحالة فرنسي .

## السيرة
ولد الراهب فيليب الكرملي في فرنسا في مدينة مالوسين، قرب أفينيون عام 1603م، وكان اسمه 'اسبري جوليان' ودخل محترفاً عمل الرهبنة في دير الكرمليين في ليون عام 1621م، وإختار حياة التبشير، فدرس في باريس ودرس سنتين بالمعهد الديني في روما. وهناك غير إسمه على عادة الرهبان فحمل اسم «فيليب» وقد كلف من قبل رؤساؤه ببعثة ولعمل في ديرهم في بلاد فارس .

## رحلته
في عام 1629م، غادر الأب فيليب الكرملي من بلاده، ورحل متجهاً إلى الشرق، فزار الأراضي المقدسة وقدم إلى العراق والذي يعرف أيضاً باسم (بلاد الرافدين)، ووصلها عن طريق حلب ثم سافر إلى عانه، حتى وصل بغداد، ومنها ذهب إلى بلاد فارس. وفي السنة التالية أي في عام 1630م، عاد إلى العراق فنزل في البصرة، ثم أبحر إلى الهند، فوصل إلى مدينة غوا، فاصبح رئيس دير ومدرساً لعلوم الفلسفة، و علم اللاهوت.
وبعد عشر سنوات رجع إلى أوروبا. ولم يرجع إلى بعثته ثانية، ولكن في بداية عام 1641م، تم تكليفه بتسنم مناصب في مختلف المسؤوليات الكنسية في فرنسا، حتى أصبح رئيس الرهبنة الكرملية في روما عام 1665م، وبعد ثلاث سنوات قد أعيد إنتخابه لرئاستها مرة أخرى. وكان قد قام بجولة لزيارة المقاطعات التي تتبعه، حوصر بعاصفة هوجاء شديدة قبالة سواحل كالابريا، ووصل إلى نابولي وكان في حالة إحتضار. 

## وفاته
توفي الأب فيليب الكرملي في مدينة نابولي في 25 شباط 1671م.

## من مؤلفاته
كان فيليب يتكلم عدة لغات بطلاقة فبالإضافة إلى اللغات الكلاسيكية فهو يتكلم الفرنسية، و الإيطالية، و الأسبانية، و البرتغالية و الفارسية، و العربية.
له مؤلفات عديدة تاريخية دينية منها كتاب الرحلة الشرقية الذي نشره باللغة اللاتينيه سنة 1649.